# ميخائيل برينان (سياسي)
ميخائيل برينان هو سياسي كندي، ولد في 1857، وتوفي في 11 سبتمبر 1939.